# Consumer Cellular
Consumer Cellular è un operatore di rete virtuale mobile americano fondato da John Marick e Greg Pryor nell'ottobre 1995. L'azienda offre telefoni cellulari, piani telefonici senza contratto e accessori con un focus sugli utenti di età superiore ai 50 anni. Consumer Cellular, ha sede principale a Tigard; inoltre ha sedi a Portland, Oregon e impiega oltre 2.400 persone, a Phoenix, Arizona, e un centro di supporto a Redmond, Oregon.
Consumer Cellular fornisce servizi wireless utilizzando la capacità di rete di AT&T e T-Mobile e rivende anche servizi wireless all'ingrosso AT&T ad altri operatori virtuali. L'azienda è stata inclusa nell'elenco Inc 5000 come una delle aziende in più rapida crescita d'America ogni anno dal 2009. A partire dal 2020, l'azienda ha quasi 4 milioni di abbonati.

## Storia
Con la maggior parte dei gestori di telefoni cellulari che orientano i propri servizi verso clienti ad alto utilizzo, John Marick e Greg Pryor hanno fondato Consumer Cellular nel 1995 con l'obiettivo di fornire un servizio a basso costo a utenti mobili occasionali di tutte le età.

### Primi anni 2000
Nel 2008, Consumer Cellular è diventato un fornitore preferito per i membri AARP, diventando la prima azienda di telefonia mobile a commercializzare ampiamente la fascia demografica over 50.

### 2011-2018
La prima presenza al dettaglio dell'azienda è stata stabilita nel 2011 con una partnership con Sears Stores a livello nazionale. Nel 2014, Consumer Cellular è stato introdotto nei Target Stores, e nel 2018 è diventato disponibile nei negozi Best Buy. Nel 2013, la società ha introdotto un programma di finanziamento per smartphone chiamato EasyPay, disponibile per i consumatori che acquistano smartphone che costano 200 $ e oltre. Nello stesso anno, la società ha collaborato con SquareTrade per iniziare a fornire piani di protezione dei cellulari.
Consumer Cellular ha celebrato il milionesimo cliente dell'azienda nel febbraio 2013 donando un milione di dollari; per celebrare il suo 20º anniversario e il traguardo dei 2 milioni di clienti, Consumer Cellular ha donato 2 milioni di dollari alla Knight Cancer Challenge per conto dei propri clienti nel 2015.
In riconoscimento del raggiungimento del traguardo di 2,5 milioni di clienti nell'estate del 2017, Consumer Cellular ha donato 2,5 milioni di pasti per nutrire famiglie e anziani bisognosi attraverso il Feeding America Network, e per segnare l'aggiunta del suo 3 milionesimo cliente nell'ottobre 2018, l'azienda ha donato 500000 $ a ciascuna delle 3 associazioni di beneficenza selezionate dai suoi dipendenti. Ad agosto, Consumer Cellular ha celebrato il suo 3,5 milionesimo cliente donando 350000 $ alla Croce Rossa americana attraverso il Disaster Responder Program.